# A Noite das Taras
A Noite das Taras é um filme brasileiro de 1980, com direção de David Cardoso, Ody Fraga e John Doo. Este filme teve uma espécie de sequência: A Noite das Taras II, de 1982.

## Sinopse
O filme conta três histórias com o mesmo tema: a noite de marinheiros que desciam no Porto de Santos e subiam a serra para se envolver em aventuras em São Paulo.

## Elenco
- Arlindo Barreto
- Pericles Campos
- Wilson Júnior
- Selma Martins
- Matilde Mastrangi
- Marthus Mathias
- Roque Rodrigues
- Arthur Roveder
- Célia Santos
- Patrícia Scalvi
- Kátia Spencer
- Vandi Zachias (como Walderlei Zachias)